# Iñaki Godoy
Iñaki Godoy Jasso (Città del Messico, 25 agosto 2003) è un attore messicano.
È conosciuto principalmente per aver interpretato Monkey D. Rufy nella serie televisiva su Netflix One Piece, adattamento live-action dell'omonima serie manga e anime di Eiichirō Oda.

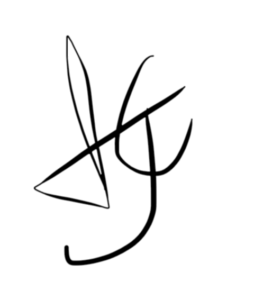
Firma di Iñaki Godoy

## Biografia
Iñaki Godoy Jasso è nato il 25 agosto 2003 a Città del Messico. Ha una sorella minore, Mia. All'età di quattro anni, sua madre lo ha iscritto a una scuola di teatro musicale per bambini chiamata "Stage Company" presso il Nuevo Teatro di Città del Messico, dopo essersi resa conto delle sue qualità artistiche.
Quando ha compiuto nove anni, ha espresso alla madre il desiderio di diventare un attore professionista. Ha ottenuto un piccolo ruolo in un programma chiamato "Hacienda Kitchen". Dopo questo lavoro, ha continuato ad andare alle audizioni e a prendere lezioni di recitazione presso la Stage Company. Inoltre, durante l'estate ha frequentato un campo situato nel sud della California chiamato "Pali Adventures", dove c'era un programma di recitazione e di cinema.
Nel 2016, all'età di tredici anni, ha ottenuto il suo primo ruolo importante nella serie americana in lingua spagnola di Telemundo La querida del Centauro, dove ha interpretato Amadeo "El Gato". Ha continuato ad avere piccoli ruoli di supporto in serie come Blue Demon (2016), Por la Máscara: La Serie Web (2018), No Fear of Truth (2019) e Los elegidos (2019), fino a quando, all'età di quattordici anni, raggiunge il suo primo ruolo da protagonista con il debutto al cinema in Ánimo Juventud! uscito nel 2020. Nello stesso anno, quest'ultimo è stato candidato come miglior film alla 18ª edizione del Morelia International Film Festival. Successivamente ha partecipato a MexZombies, presentato al Toronto After Dark Film Festival, e a No Abras La Puerta. Oltre alle uscite già citate, in televisione è apparso nella serie Che fine ha fatto Sara?, nelle sue prime due stagioni, e nella sua prima produzione in lingua inglese, The Imperfects, entrambe prodotte da Netflix.

## Filmografia

### Cinema
- ¡Ánimo Juventud!, regia di Carlos Armella (2020)
- MexZombie, regia di Chava Cartas (2022)
- No Abras La Puerta, regia di Humberto Hinojosa Ozcariz (2022)

### Televisione
- Blue Demon – serie TV, 1 episodio (2016)
- La querida del Centauro – telenovela, 128 episodi (2016-2017)
- Por la Máscara: La Serie Web – webserie, 9 episodi (2018)
- Sin miedo a la verdad – serie TV, 11 episodi (2019)
- Los elegidos – serie TV, 1 episodio (2019)
- Che fine ha fatto Sara? (¿Quién mató a Sara?) – serie TV, 13 episodi (2021)
- The Imperfects – serie TV, 10 episodi (2022)
- One Piece – serie TV, 8 episodi (2023-in corso)

## Doppiatori Italiani
Nelle versioni in italiano delle opere in cui ha recitato, Godoy è stato doppiato da: 
- Tito Marteddu in The Imperfects
- Leonardo Della Bianca in One Piece
- Marcello Gobbi in Che fine ha fatto Sara?